# Шукшур
Шукшур — река в России, протекает в Республике Удмуртия. Устье реки находится в 19 км по правому берегу реки Лопья. Длина реки составляет 13 км.

## Данные водного реестра
По данным государственного водного реестра России, относится к Камскому бассейновому округу.
Водохозяйственный участок реки Кама от истока до водомерного поста у села Бондюг.
Речной подбассейн реки — бассейны притоков Камы до впадения Белой.
Речной бассейн реки — Кама.
Код объекта в государственном водном реестре — 10010100112111100000061.